# Samurai Cop
Samurai Cop američki je akcijski film iz 1991. g. Nije bio službeno objavljen te je "otkriven" godinama kasnije
te objavljen 2004. na DVD-u. Od tada stekao je kultni status kao jedan od najgorih filmova svih vremena.

## Radnja
Kada japanska kriminalna banda znana kao Katana (za što je u filmu pogrešno objašnjeno da na japanskom jednostavno znači "japanski mač")
stekne kontroulu nad preprodajem kokaina u Los Angelesu, policija u pomoć pozove specijalnog "samurai" policajca Joea Marshalla
iz San Diega. Joe uz pomoć partnera Franka Washingtona pokušava stati na kraj bandi te njihovom šefu Fuji Fujiyami.
Nakon što banda ubije i muči nekoliko policajaca, šef postaje kapetan Roma naređuje njihovo ubojstvo, te u konačnom obračunu
Joe i Frank ubijaju sve članove bande, zajedno s Fujiyamom i Yamashitom, njegovom desnom rukom.

## Produkcija
Detalji snimanja filma poznati su iz intervjua s Mattom Hannonon, koji je utjelovio "samurai" policajca. Budući da Hannon nije imao nikakvog iskustva borbe s oružjem, sve scene borbe koreografirao je ili Gerald Okamura, koji je u filmu glumio Yamashitu, ili su glumci sami improvizirali, budući da su za pripremu nekad imali samo po 15 minuta vremena. Snimanje se odužilo na nekoliko mjeseci, te je po završetku snimanja Hannon ošišao svoju dugu kosu. Međutim, nedugo poslije redatelj Amir Shervan ga je ponovo zvao da snime dodatne scene, za koje je Hannon bio primoran nositi žensku periku, koja mu je u jednom trenutku borbe čak pala s glave, no ta scena je ipak zadržana u filmu.
Hannon je izjavio da su on kao i ostali glumci bili frustrirani loše smišljenim dijalogom, kao i time što se nije ponavljalo sa snimanjem loše odigranih scena. 
Također, rekao je da je nekoliko puta namjerno htio pokvariti pojedine scene, smatrajući da će ih Shervan izbaciti, ali one su ipak završile u konačnoj verziji filma.
Shervan nije imao dovoljno financijskih sredstava da omogući snimanje po noći, pa su sve scene snimane na danjem svjetlu, te su glumci
nosili vlastitu odjeću i vozili vlastite automobile. Kako po završetku snimanja nije mogao ponovo stupiti u kontakt s pojedinim glumcima, u post-produkciji
je u više navrata nasnimio svoj glas umjesto glumaca. Također su dodatne scene snimane u njegovom uredu te kasnije namontirane u film, što je često prilično očito jer se pozadina ne poklapa s izvornim mjestom snimanja.

## Objavljivanje
Redatelj Amir Shervan je izvorno odnio film na American Film Market u nadi da će naći distributera, no na kraju nije službeno objavljen
te ga je kupio poljski distributer Demel International Corporation koja ga je objavila na VHS-u. Kasnije
je objavljen na DVD-u od strane Media Blastersa 2004. g. te ponovo 2013. na DVD-u i 2014. na Blu-rayu od strane Cinema Epocha.
Iako su u početku postojale glasine da je primjerak pronađen u jednom dvorcu, Gregory Hatanakal, koji danas posjeduje prava na film
izjavio je da je originalni 35-mm film pronašao jedan njegov zaposlenik u sefu namijenjenom za čuvanje filmova.

## Recenzije i nastavak
Film je počeo stjecati kultni status nakon objavljenog videa na YouTubeu nazvanog "The Horny Nurse Scene" ("Scena s napaljenom medicinskom sestrom"). Ubrzo su ga obožavatelji počeli smatrati najboljim "tako lošim filmom da je dobar" nakon filma The Room.
Sredinom 2000-ih godina, kada je film postajao popularniji, obožavatelji su pogrešno vjerovali da je zvijezda filma Mathew Kareda (u filmu potpisan kao Mat Hannon) preminuo, kao i redatelj Shervan koji je zaista preminuo 2006. godine. Karedova kćer, vidjevši tu vijest, uvjerila je oca da snimi video da dokaže da je još uvijek živ. Gregory Hatanaka, koji posjeduje prava na originalni film već je bio krenuo s radom na nastavku filma, no po saznanju da je Kareda živ, odmah ga angažira u novom filmu, koji je naposljetku objavljen 2015. kao Samurai Cop 2: Deadly Vengeance.

## Vanjske poveznice
- Samurai Cop u internetskoj bazi filmova IMDb-a